# Ordoni IV de Lleó
Ordoni IV de Lleó, dit el Dolent (ca. 926 - Còrdova, 962) fou rei de Lleó (958-960).

## Orígens familiars
Fill d'Alfons IV de Lleó i d'Ònnega de Pamplona, i nebot de Ramir II.

## Ascens al tron
A la mort d'Ordoni III el 956, i enmig de les greus lluites civils, va ser escollit rei pels nobles lleonesos que van expulsar del tron el seu cosí Sanç I de Lleó, germà d'Ordoni III, després d'haver estat derrotat pels musulmans del Califat de Còrdova.
El seu regnat va ser molt curt, però en aquests tres anys va tenir temps d'enemistar-se amb els seus vassalls. La reina Toda de Navarra, àvia de Sanç I, va aprofitar el moment i va sol·licitar ajuda d'Abderramà III, califa de Còrdova. El califa va enviar un exèrcit i va assetjar la ciutat de Zamora, obligant a Ordoni IV a fugir cap Astúries. Posteriorment, va establir-se a Burgos, d'on també va haver de fugir i abandonar la seva esposa allà, en perdre la confiança del seu sogre, el comte de Castella Ferran González, el qual va jurar acte de vassallatge a Sanç I.
Finalment, es va refugiar a Al-Àndalus, on va demanar ajuda als musulmans per recuperar el tron, però les seves peticions mai van ser ateses i va morir a Còrdova el 962.

## Núpcies
El 958 es casà amb Urraca de Castella, filla del comte de Castella Ferran González. D'aquest matrimoni no hi hagué fills.